# Rajd Arktyczny 2003
Rajd Arktyczny 2003 (38. Arctic Lapland Rally 2003) – 38 edycja rajdu samochodowego Rajd Arktyczny rozgrywanego w Finlandii. Rozgrywany był od 23 do 25 stycznia 2003 roku. Była to druga runda Rajdowych Mistrzostw Europy w roku 2003 (rajd miał współczynnik – 10) oraz pierwsza runda Rajdowych Mistrzostw Finlandii w roku 2003.

## Klasyfikacja rajdu
| Miejsce                                            | Kierowca                                           | Pilot                                              | Samochód                                           | Czas                                               | Strata                                             |                                                    |
| Klasyfikacja generalna, ERC i mistrzostw Finlandii | Klasyfikacja generalna, ERC i mistrzostw Finlandii | Klasyfikacja generalna, ERC i mistrzostw Finlandii | Klasyfikacja generalna, ERC i mistrzostw Finlandii | Klasyfikacja generalna, ERC i mistrzostw Finlandii | Klasyfikacja generalna, ERC i mistrzostw Finlandii | Klasyfikacja generalna, ERC i mistrzostw Finlandii |
| -------------------------------------------------- | -------------------------------------------------- | -------------------------------------------------- | -------------------------------------------------- | -------------------------------------------------- | -------------------------------------------------- | -------------------------------------------------- |
| 1.                                                 | Janne Tuohino                                      | Markku Tuohino                                     | Ford Focus WRC '02                                 | 2:16:48.1                                          | 0.0                                                |                                                    |
| 2.                                                 | Jouni Ampuja                                       | Mika Ovaskainen                                    | Toyota Corolla WRC                                 | 2:19:50.4                                          | +3:02.3                                            |                                                    |
| 3.                                                 | Sebastian Lindholm                                 | Launo Heinonen                                     | Peugeot 206 WRC                                    | 2:21:40.0                                          | +4:51.9                                            |                                                    |
| 4.                                                 | Jari Viita                                         | Teppo Leino                                        | Ford Focus WRC '01                                 | 4:07:07                                            | +3:25                                              |                                                    |
| 5.                                                 | Hannu Hotanen                                      | Sami Räsänen                                       | Mitsubishi Lancer Evo VII                          | 2:22:22.4                                          | +5:34.3                                            |                                                    |
| 6.                                                 | Jouko Tiri                                         | Ari Haipus                                         | Subaru Impreza 555                                 | 2:23:05.8                                          | +6:17.7                                            |                                                    |
| 7.                                                 | Juha Salo                                          | Mika Stenberg                                      | Mitsubishi Lancer Evo VII                          | 2:23:05.8                                          | +6:17.7                                            |                                                    |
| 8.                                                 | Timo Hulkkonen                                     | Heikki Kovalainen                                  | Ford Focus WRC '02                                 | 2:24:28.8                                          | +7:40.7                                            |                                                    |
| 9.                                                 | Marko Uutela                                       | Tiina Uutela                                       | Mitsubishi Lancer Evo VII                          | 2:24:46.6                                          | +7:58.5                                            |                                                    |
| 10.                                                | Heikki Westerlund                                  | Ismo Rajamäki                                      | Mitsubishi Lancer Evo VI                           | 2:24:48.7                                          | +8:00.6                                            |                                                    |